# Nitrogen
El nitrogen o azot és l'element químic de símbol N, nombre atòmic 7 i massa atòmica 14,00674 u. En condicions normals, el nitrogen elemental és un gas diatòmic incolor, inodor, insípid i majoritàriament inert, que constitueix el 78,09% del volum de l'atmosfera terrestre. El nitrogen fou descobert pel metge escocès Daniel Rutherford l'any 1772, com a component separable de l'aire. Pertany a la família dels pnicògens.
El nitrogen és un element comú a l'Univers. S'estima que és el setè més abundant a la Via Làctia i el sistema solar. És sintetitzat per la fusió de carboni i hidrogen a les supernoves. A causa de la volatilitat del nitrogen elemental i els seus compostos més habituals, el nitrogen és molt menys comú als planetes rocosos del sistema solar interior, a més de ser un element relativament rar a la Terra en general. Tanmateix, igual que a la Terra, el nitrogen i els compostos de nitrogen tenen una gran presència a l'atmosfera dels planetes i satèl·lits que en tenen.
Molts compostos d'importància industrial, com ara l'amoníac, l'àcid nítric, els nitrats orgànics (propergols i explosius) i els cianurs, contenen nitrogen. L'enllaç extremament fort del nitrogen elemental domina la química del nitrogen, fent que resulti difícil tant pels organismes com per la indústria transformar l'N₂ en compostos útils, i alliberant grans quantitats d'energia quan aquests composts es cremen o es degraden en gas nitrogen. L'amoníac i els nitrats produïts sintèticament són importants fertilitzants industrials. Els nitrats fertilitzants són contaminants que tenen un paper clau en l'eutrofització dels sistemes aquàtics.
A part dels seus usos principals com a fertilitzants i estocs d'energia, el nitrogen forma compostos orgànics versàtils. El nitrogen forma part de materials tan diversos com el kevlar i la súpercola de cianoacrilat. El nitrogen és part integral de molècules de totes les grans classes de medicament, incloent-hi els antibiòtics. Molts medicaments imiten o són profàrmacs de molècules de senyalització que contenen nitrogen. Per exemple, la nitroglicerina i el nitroprussiat, ambdós nitrats orgànics, controlen la pressió sanguínia en metabolitzar-se en monòxid de nitrogen natural. Els alcaloides vegetals (que sovint són substàncies de defensa) contenen nitrogen per definició. Així doncs, molts fàrmacs importants que contenen nitrogen, com ara la cafeïna i la morfina, són o bé alcaloides o mímics sintètics que actuen (igual que molts alcaloides vegetals) sobre els receptors dels neurotransmissors dels animals (per exemple, les amfetamines sintètiques).
El nitrogen és present en tots els éssers vius. És un element constituent dels aminoàcids i, per tant, de les proteïnes, així com dels àcids nucleics (l'ADN i l'ARN). El cos humà conté aproximadament un 3% de nitrogen per pes. Es tracta del quart element més abundant al cos després de l'oxigen, el carboni i l'hidrogen. El cicle del nitrogen és el moviment d'aquest element de l'aire cap a la biosfera i compostos orgànics i de retorn a l'atmosfera.

## Història
Formalment es considera que el nitrogen (del llatí nitrogenium, en què nitrum (del grec nitron) significa 'salpetre' (vegeu Nitre), i genes significa "generador") fou descobert pel metge escocès Daniel Rutherford el 1772, que l'anomenà "aire nociu" o "aire fix". El fet que una part de l'aire no sostenia la combustió era ben conegut per aquest químic de finals del segle xviii. El nitrogen també estava sent estudiat més o menys al mateix temps per Carl Wilhelm Scheele, Henry Cavendish i Joseph Priestley, que s'hi referien com a "aire cremat" o "aire flogisticat". El gas nitrogen era prou inert perquè Antoine Lavoisier s'hi referís com a "aire mefític" o "azot", del mot grec άζωτος (azotos), que significa "sense vida". Els animals hi morien, i era el principal component de l'aire en què els animals s'asfixiaven i les flames s'havien extingit. El nom de Lavoisier pel nitrogen s'utilitza en francès i italià, i en català encara s'utilitza en els noms comuns de molts compostos, com ara la hidrazina i compostos de l'ió azida.
A l'edat mitjana ja es coneixien compostos de nitrogen. Els alquimistes coneixien l'àcid nítric com a aqua fortis ("aigua forta"). La mescla dels àcids hidroclòric i nítric era coneguda com a aqua regia ("aigua reial"), preuada per la seva capacitat de dissoldre l'or (el "rei" dels metalls). Els primers usos militars, industrials i agriculturals de compostos de nitrogen incloïen els usos del salpetre (nitrat de sodi o nitrat de potassi), notablement en la pólvora i, molt més tard, com a fertilitzant.
L'any 1910, Lord Rayleigh descobrí que una descàrrega elèctrica en gas nitrogen produïa "nitrogen actiu", un al·lòtrop considerat monoatòmic. El "remolí de llum groga brillant" produït pel seu aparell reaccionà amb mercuri per produir nitrur de mercuri, un explosiu.
Durant molt de temps, les fonts de compostos de nitrogen eren limitades. Les fonts naturals s'originaven o bé a partir de processos biològics o bé a partir de dipòsits de nitrats produïts de reaccions atmosfèriques. La necessitat de compostos de nitrogen per fabricar fertilitzants va augmentar mentre que les fonts naturals romanien limitades.

## Propietats
El nitrogen és un no-metall amb una electronegativitat de 3,04. Té cinc electrons al seu nivell exterior i per tant, és trivalent en la majoria de compostos. L'enllaç triple del nitrogen molecular (N₂) és el més fort de la natura. La dificultat consegüent per a convertir N₂ en altres compostos, així com la facilitat (i l'alliberament associat de grans quantitats d'energia) de convertir compostos de nitrogen en N₂ elemental, han dominat el rol del nitrogen tant en la natura com en l'activitat econòmica humana.
A la pressió atmosfèrica, el nitrogen molecular es condensa (es torna líquid) a 77 K (−195,8 °C) i és congelat a 63 K (−210.0 °C) en la seva forma beta al·lotròpica cristal·lina hexagonal empaquetada compacta. Per sota de 35,4 K (−237,6 °C) el nitrogen assumeix la seva forma alfa al·lotròpica cristal·lina cúbica. El nitrogen líquid, un líquid que s'assembla a l'aigua, però amb una densitat del 80,8% de la de l'aigua (la densitat del nitrogen líquid al seu punt d'ebullició és de 0,808 g/mL), és un criogen comú.
S'han produït al·lòtrops inestables de nitrogen formats per més de dos àtoms de nitrogen al laboratori, com ara N₃ i N₄. A pressions extremament elevades (1,1 milions d'atmosferes) i temperatures altes (2.000 K), com les que es poden produir en una cel·la de diamants, el nitrogen es polimeritza en la seva estructura cristal·lina gauche cúbica d'enllaç únic. Aquesta estructura és similar a la del diamant, i ambdós tenen enllaços covalents extremament forts. A l'N₄ se li dona el sobrenom de "diamant de nitrogen".

### Reaccions

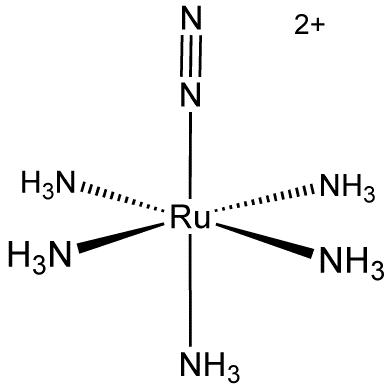
Estructura de [Ru(NH₃)₅(N₂)]^{2+}.

El nitrogen generalment no és reactiu en condicions estàndard de pressió i temperatura. N₂ reacciona espontàniament amb pocs reactius, i és resistent als àcids i bases, així com els oxidants i la majoria de reductors. Quan el nitrogen reacciona espontàniament amb un reactiu, la transformació neta sovint rep el nom de fixació del nitrogen.
El nitrogen reacciona amb el liti elemental en condicions estàndard de pressió i temperatura. El liti crema en una atmosfera d'N₂ per formar nitrur de liti:
6 Li + N₂ → 2 Li₃N
El magnesi també crema en nitrogen, formant nitrur de magnesi.
3 Mg + N₂ → Mg₃N₂
N₂ forma una varietat d'adductes amb els metalls de transició. El primer exemple d'un complex dinitrogen és [Ru(NH₃)₅(N₂)]2+ (vegeu la figura de la dreta). Actualment, aquests compostos són nombrosos, i en són altres exemples IrCl(N₂)(PPh₃)₂, W(N₂)₂(Ph₂CH₂CH₂PPh₂)₂ i [(η⁵-C₅Me₄H)₂Zr]₂(μ₂, η²,η²-N₂). Aquests complexos il·lustren com N₂ es pot unir al metall o metalls de la nitrogenasa i el catalitzador en el procés de Haber. El 2005 es publicà un procés catalític per reduir N₂ en amoníac mitjançant l'ús d'un complex de molibdè en presència d'una font de protons (vegeu fixació del nitrogen).
El punt inicial de la producció industrial de compostos de nitrogen és el procés de Haber, en què es fixa nitrogen fent reaccionar N₂ i H₂ sobre un catalitzador d'òxid de ferro (III) (Fe₃O₄) a aproximadament 500 °C i 200 atmosferes de pressió. La fixació biològica de nitrogen en els cianobacteris de vida lliure i als nòduls radicals de les plantes també produeix amoníac a partir de nitrogen molecular. La reacció, que és la font de la majoria del nitrogen de la biosfera, és catalitzada pel complex enzimàtic nitrogenasa, que conté àtoms de Fe i de Mo, utilitzant energia derivada de la hidròlisi d'adenosina trifosfat (ATP) en adenosina difosfat i fosfats inorgànics (−20.5 kJ/mol).

## Producció
El nitrogen gas és un gas industrial produït mitjançant la destil·lació fraccional d'aire líquid o mitjançant un mètode mecànic que fa servir aire gasós (per exemple, una membrana osmòtica inversa pressuritzada o adsorció per oscil·lació de pressió). El nitrogen que es ven comercialment és sovint un producte secundari del tractament d'aire per a la concentració industrial d'oxigen per a la siderúrgia i altres fins. El nitrogen proveït en forma comprimida sovint és conegut com a «NSO» (nitrogen sense oxigen).
En un laboratori químic, es pot elaborar tractant una solució aquosa de clorur d'amoni amb nitrit de sodi.
NH₄Cl(aq) + NaNO₂(aq) → N₂(g) + NaCl(aq) + 2 H₂O (l)
La reacció també produeix petites quantitats d'NO i HNO₃. Aquestes impureses es poden eliminar fent passar el gas per àcid sulfúric aquós que contingui dicromat de potassi. Es pot preparar nitrogen pur mitjançant la descomposició d'azida de bari o azida de sodi:
2 NaN₃ → 2 Na + 3 N₂

## Isòtops
Hi ha dos isòtops estables de nitrogen: 14N i 15N. De llarg, el més comú és 14N (99,634%), que és produït al cicle CNO a l'interior de les estrelles. Dels deu isòtops produïts sintèticament, 13N té un període de semidesintegració de deu minuts, i els altres tenen semivides d'uns segons o menys. Les reaccions biològiques (com la fixació, la nitrificació i la desnitrificació) controlen estrictament la dinàmica del nitrogen al sòl. Aquestes reaccions solen resultar en un enriquiment amb 15N del substrat i una depleció del producte.
Les reaccions biològiques de nitrificació i desnitrificació influeixen de manera determinant en la dinàmica del nitrogen en el sòl, quasi sempre produint un enriquiment en 15N del substrat.
Un 0,73% del nitrogen molecular de l'atmosfera de la Terra es compon de l'isotopòleg 14N15N i gairebé tota la resta és 14N₂. El radioisòtop 16N és el radionúclid dominant al refrigerant dels reactors d'aigua a pressió durant la seva operació normal. És produït a partir de 16O (en aigua) mitjançant la reacció (n,p). Té una curta semivida d'uns 7,1 s, però durant la seva desintegració en 16O produeix radiació gamma d'alta energia (5-7 MeV). A causa d'això, cal restringir l'accés als conductes primaris de refrigerant durant l'operació dels reactors. El 16N és un dels mitjans principals fets servir per detectar fins i tot fuites petites del refrigerant primari al cicle del vapor secundari.

## Espectre electromagnètic
El nitrogen molecular (¹⁴N₂) és en gran part transparent a la radiació infraroja i visible, car és una molècula homonuclear i manca de moment dipolar per acoblar-se a la radiació electromagnètica a aquestes longituds d'ona. Es produeix una absorció significativa a longituds d'ona d'ultraviolat extrem, a partir d'aproximadament 100 nanòmetres. Això està associat amb transicions electròniques a la molècula a estats en què la càrrega no està distribuïda de manera uniforme entre els àtoms de nitrogen. L'absorció del nitrogen possibilita una absorció significativa de la radiació ultraviola a l'atmosfera superior de la Terra, igual que a l'atmosfera d'altres planetes. Per motius similars, els làsers de nitrogen emeten típicament llum a l'espectre ultraviolat.
El nitrogen també contribueix a l'air glow visible de l'atmosfera superior de la Terra, a través de l'excitació d'impacte dels electrons seguida per la seva emissió. Aquesta lluentor visible blava (visible a l'aurora polar i en la lluentor provocada per la reentrada de naus espacials) típicament no és el resultat de nitrogen molecular, sinó d'àtoms lliures de nitrogen que es combinen amb oxigen per formar monòxid de nitrogen (NO).

## Abundància
El nitrogen és el constituent individual més important de l'atmosfera de la Terra (78,082% en volum en aire sec, 75,3% en pes en aire sec). És creat a l'interior de les estrelles mitjançant processos de fusió dels elements carboni i hidrogen, i es calcula que és el setè element químic en massa a l'univers. Tanmateix, l'abundància del neó és molt similar i algunes fonts classifiquen el neó setè i el nitrogen vuitè.
Els astrònoms han detectat nitrogen molecular i compostos de nitrogen a l'espai interestel·lar mitjançant el telescopi espacial Far Ultraviolet Spectroscopic Explorer. El nitrogen molecular és un dels constituents principals de la densa atmosfera del satèl·lit de Saturn Tità, i és present com a element traça en altres atmosferes planetàries.
El nitrogen està present en tots els éssers vius, en proteïnes, àcids nucleics i altres molècules. Típicament representa més o menys el 4% del pes sec de la matèria vegetal, i aproximadament el 3% del pes del cos humà, on és el quart element més comú després de l'oxigen, el carboni i l'hidrogen. És un component important dels excrements animals (com ara el guano), habitualment en forma d'urea, àcid úric, compostos d'amoni i derivats d'aquests productes nitrogenosos, que són nutrients essencials per totes les plantes que són incapaces de fixar el nitrogen atmosfèric.
El nitrogen existeix naturalment en una sèrie de minerals, com ara el salpetre (nitrat de potassi), el nitrat de sodi o nitratina i el clorur d'amoni. La majoria d'aquests minerals són relativament rars, en part degut a la seva gran solubilitat en aigua.

## Compostos
Amb l'hidrogen forma l'amoníac (NH₃) i la hidrazina (N₂H₄). L'amoníac líquid (amfòter com l'aigua) actua com una base en una dissolució aquosa formant cations amoni (NH₄+) i es comporta com un àcid en absència d'aigua cedint un protó a una base i donant lloc a l'anió amida (NH₂-). També es coneixen llargues cadenes i compostos cíclics de nitrogen, però són molt inestables.
Amb l'oxigen forma diversos òxids com el nitrós (N₂O) o gas del riure, el monòxid de nitrogen (NO) i el diòxid de nitrogen (NO₂), aquests dos últims es coneixen conjuntament com NOx i són producte de processos de combustió contribuint a l'aparició d'episodis contaminants de boira fotoquímica. Altres òxids són el triòxid de dinitrogen (N₂O₃) i el pentòxid de dinitrogen (N₂O₅), aquests dos molt inestables i explosius i els oxoàcids respectius són l'àcid nitrós (HNO₂) i l'àcid nítric (HNO₃) que formen, al seu torn, nitrits i nitrats.

## Aplicacions
Les molècules de nitrogen atmosfèric són molt poc reactives, però alguns processos naturals el transformen lentament en compostos útils des del punt de vista biològic (i industrial). La capacitat de fixar el nitrogen, és una de les pedres angulars de la indústria química actual, on el nitrogen és convertit en amoníac amb el procés Haber-Bosch. L'amoníac s'empra amb posterioritat en la fabricació de fertilitzants, o com a percussor de molts d'altres materials, incloent-hi molts explosius, principalment a través de l'obtenció d'àcid nítric (HNO₃) amb el procés Ostwald.
Les sals de l'àcid nítric inclouen importants compostos com el nitrat de potassi (nitro o salnitre emprat en la fabricació de pólvora) i el nitrat d'amoni fertilitzant. El nitrat de plata té aplicacions mèdiques. Alguns compostos orgànics nitrogenats, són usats com a explosius, com la nitroglicerina i el trinitrotoluè (TNT). La hidrazina i els seus derivats s'usen com a combustible en coets. El nitrogen és també part de materials tan diversos com el Kevlar i els superpegaments amb base de cianoacrilat.
El nitrogen gas també s'usa —per la seva baixa reactivitat— com a atmosfera inerta;
- En tancs d'emmagatzemament de líquids explosius.
- En la fabricació de components electrònics (transistors, díodes, circuits integrats, etc.).
- En la fabricació de l'acer inoxidable.
- Alguns aliments, també s'empaqueten en atmosfera de nitrogen per a alentir la degradació d'aquests.
- Es pot usar per a inflar els neumàtics dels automòbils, i reduir així l'oxidació d'aquests.
- S'usa també per a pressuritzar bidons de cervesa, ja que produeix bombolles més petites que el diòxid de carboni.
- En laboratoris químics.

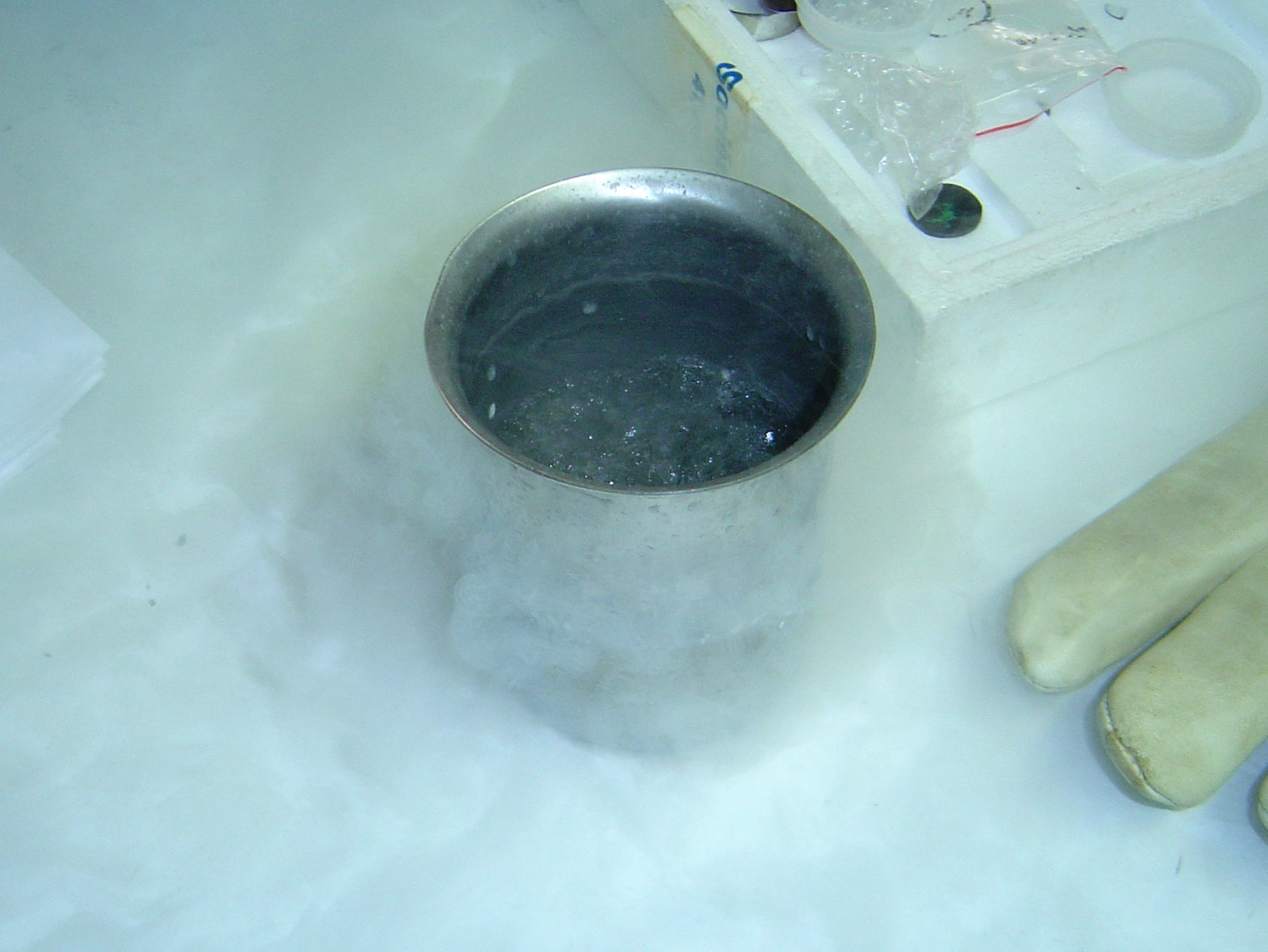
Nitrogen líquid

El nitrogen líquid, produït per destil·lació de l'aire líquid, s'usa en criogènia, ja que a pressió atmosfèrica condensa a -195,8 °C. Quan s'aïlla suficientment, es pot usar com a font de nitrogen gasós, sense requerir tancs pressuritzats. Les seves principals aplicacions són:
- Fluid refrigerant, per a la congelació i el transport de menjar.
- També per a la conservació de cossos i cèl·lules reproductives (semen i òvuls) o qualsevol altra mostra biològica.
- Per l'estudi de fenòmens criogènics.
- En dermatologia per a tractar alguns tipus de càncer de pell.
- Refrigeració de detectors d'infraroig i de raigs X.

El nitrur de silici (Si₃N₄) és tan dur que s'utilitza per a fer eines de tall, com ara broques, així com coixinets.

## Rol biològic

Cicle del nitrogen

El nitrogen és component essencial dels aminoàcids i els àcids nucleics, claus per a la vida. Les lleguminoses i algunes altres plantes posseeixen a les arrels bacteris simbiòtics que poden fixar el nitrogen atmosfèric; absorbeixen el nitrogen (N2) directament de l'aire i el transformen en amoníac (NH3) que es pot incorporar al aminoàcids en forma de grup amino (-NH2) per a formar proteïnes que finalment s'incorporen a la cadena tròfica (vegeu cicle del nitrogen).
Per a la determinació de la quantitat de nitrogen que present en una mostra el mètode més utilitzat és l'anomenat Nitrogen Total Kjeldahl (NTK).

## Precaucions
L'alliberament ràpid de gas nitrogen en un recinte tancat pot desplaçar l'oxigen i, per tant, és un risc d'asfíxia. Això pot passar amb pocs símptomes d'avís, car el cos carotidi humà és un sistema de detecció d'hipòxia (manca d'oxigen) relativament lent i ineficaç. Un exemple es produí poc abans del llançament de la primera missió del transbordador espacial el 1981, quan dos tècnics perderen la consciència i moriren després d'entrar en un recinte situat a la plataforma mòbil de llançament del transbordador que estava pressuritzat amb nitrogen pur com a precaució contra els incendis. Els tècnics haurien pogut abandonar el recinte si haguessin experimentat símptomes primerencs de respirar nitrogen.
Quan se l'inhala a una pressió parcial elevada (més d'uns 4 bars, una pressió que es dona a profunditats de més de 30 metres en el submarinisme), el nitrogen comença a actuar com a agent anestèsic. Pot causar mal de fondària, un estat temporal semianestesiat d'impediment mental similar al que causa l'òxid nitrós.
El nitrogen també es dissol al flux sanguini i els greixos corporals. Una descompressió ràpida (particularment quan els bussos ascendeixen massa ràpid, o els astronautes que descomprimeixen massa ràpidament de la pressió de cabina a la pressió del vestit espacial) pot provocar un trastorn potencialment fatal conegut com a malaltia per descompressió, quan es formen bombolles de nitrogen al flux sanguini, els nervis, les articulacions i altres àrees sensibles o vitals. Altres gasos inerts (tots els gasos tret del diòxid de carboni i l'oxigen) causen els mateixos efectes amb les bombolles que se'n componen, de manera que la substitució del nitrogen en gasos respirables pot evitar el mal de fondària, però no evita la malaltia per descompressió.
Els fertilitzants nitrogenats són una important font de contaminació del sòl i de les aigües. La ingesta d'aigua contaminada amb nitrits o nitrats causa metahemoglobinèmia, especialment en nadons (síndrome del nadó blau). Els compostos que contenen l'ió cianur (CN-) formen sals extremadament tòxiques i són mortals per a nombrosos animals, entre ells els mamífers.